# Olof August Danielsson
Olof August Danielsson (Häradshammer, 15 ottobre 1852 – Uppsala, 10 luglio 1933) è stato un filologo classico, linguista ed etruscologo svedese.

## Biografia
Nato nella piccola località di Häradshammer, nel comune svedese di Norrköping, studiò filologia classica dal 1870 al 1874 presso l'università di Uppsala, conseguendo poi il dottorato nel 1879 e ricevendo la cattedra di linguistica storica nel 1883 e di ellenistica nel 1887. Sempre ad Uppsala, fu anche docente di lingua e letteratura greca dal 1891 al 1917.
Fu membro dell'Accademia reale svedese di lettere, storia e antichità dal 1911, dell'Accademia reale svedese delle scienze e dell'Accademia delle scienze di Gottinga dal 1914, mentre dal 1924 dell'Accademia prussiana delle scienze.
Danielsson pubblicò cataloghi, studi e ricerche sulle antiche iscrizioni in greco antico e in lingua lidia, e tradusse l'antico Mahabhashya indiano. Particolarmente importanti furono i suoi studi circa le lingue italiche come l'umbro, l'osco e soprattutto l'etrusco. Contribuì in maniera determinante alla stesura dei primi volumi del Corpus Inscriptionum Etruscarum, progetto avviato da Carl Pauli nel 1885.